# 周宏濤
周宏濤（1916年12月14日—2004年2月26日）浙江宁波奉化人，與蔣緯國同歲，是蔣中正身邊最年輕的幕僚，於1943年至1958年追隨蔣中正左右，是深得信賴的機要秘書。

## 生平
1916年出生的周宏濤與蔣同是浙江奉化人，是中華民國名將周代殷的孫輩親戚，與蔣介石家族是姻親，蒋介石的姑姑是他的母系曾祖母。祖父周駿彥加入孫中山領導的革命黨，並與蔣介石，陳果夫一起在上海合作證券期貨生意。
周宏濤4歲讀幼稚園時，就跟蔣緯國坐同一條板凳，他11歲時初次見了返回奉化的蔣介石，蔣介石便說「你將來長大了，到我這邊來做事！」
1934年，年僅17歲的周宏濤進入東吳大學生物系讀大學，很快轉到政經系。大學期間，他多次參與抗日救亡學生運動，成為一名積極分子。1937年蘆溝橋事變後，周宏濤轉到武漢大學政治系繼續讀書，曾想去延安的抗日軍政大學讀書，不過在祖父的勸阻下未能成行。武漢淪陷後，武漢大學遷徙到四川省樂山市。
周宏濤在1939年7月大學畢業，之後進入國民政府軍事委員會後方勤務部擔任普通科員，他一邊工作，一邊準備參加全國公務員高等文官考試。準備了四個多月之後，金榜題名，被分配到社會部秘書處工作。社會部當時由谷正綱主持，周宏濤在這個部門積累了很多做秘書的經驗。
1943年5月，侍從室第二處處長陳布雷打電話給周宏濤，叫他去侍從室報到。據周宏濤自己講，是蔣緯國推薦他做蔣介石的中文秘書的，因為蔣緯國和周宏濤是很好的朋友。周宏濤1943年進入蔣介石的侍從室，接替準備赴英留學的中文秘書俞國華。據周宏濤解釋，由於蔣介石浙江鄉音濃重，擔任他秘書的人要能聽懂他說的話，最好的選擇就是找老鄉擔任。他被分在侍從室第四組，從此開啟了他14年的蔣介石秘書生涯。侍從室綜理全國軍政事務，總共分為三個處。第一處負責軍事，當時的主任是錢大鈞，下轄一至三組。第二處負責黨務、政務等，主任是陳布雷，下轄四至六組。周宏濤所在的第四組組長是陳方。周在秘書任上沒多久，抗日戰爭便結束了。1946年他擔任了國民大會秘書處簡任秘書，此後跟隨蔣介石東奔西跑，輾轉多處。1949年1月蔣下野後，周也隨蔣赴溪口，後曾去上海、重慶、成都等地，直到在臺灣落腳。
1950年侍從室不再，蔣介石復任總統，周則擔任總統府簡任秘書和機要室主任，1952年開始擔任國民黨中央委員會副秘書長。1958年開始，他出任財政部政務次長，此後長期活躍在臺灣的經濟領域，一直到蔣經國時代。
1970年代，蔣介石日益衰老，蔣經國逐漸掌權。蔣經國原本有意找周宏濤擔任財政部長，但在宋美齡的作梗（宋本欲推薦其外侄孔令侃出任，但孔極為蔣經國所厭惡）而未成。蔣經國此後逐漸晉用自己培養的年輕人馬，周宏濤也漸漸淡出權力核心。
在蔣經國逝世前，周宏濤曾任圓山大飯店董事長。

## 回憶錄
周宏濤存有日記，其口述回憶錄《蔣公與我》大量取材自日記，而《蔣公與我》相當程度記錄蔣中正的生活作息與習慣，對蔣有第一手的觀察與評價。另外對史迪威事件、中日和約的簽訂、臺灣經濟與美援、毛邦初事件、國民黨改造、孫立人、吳國楨、五二四事件、蔣經國蔣緯國兄弟、宋美齡都有深入評論，書中更分享與李登輝在副總統任內的兩個小故事，值得治史者留意。

## 資料來源
周宏濤口述、汪士淳撰寫：《蔣公與我－見證中華民國關鍵變局》，臺北：天下遠見出版，2003年9月30日第一版第一印。